# Anblik
Anblik var et skønlitterært forlag med hovedsæde i Aalborg. Forlaget blev oprettet i 2005, og udgav især nyere danske forfatterskaber. Første udgivelse fra forlaget var Dennis Gade Kofods debutroman Anskudte dyr, 18. maj 2005. Foruden bogværkerne udgav Anblik det litterære tidsskrift Ildfisken.
Forlaget lukkede i slutningen af 2010.